# Alf Blütecher
Alf Wiborg Blütecher, född 7 februari 1880 i Lårdal, Telemark, död 5 mars 1959 i Oslo, var en norsk skådespelare.
Blütecher var son till läkaren Hjalmar Ingjald Frithjof Blütecher och Anna Dorothea Magdalena Wiborg. Mellan 1904 och 1905 var han elev vid Den Nationale Scene. Han var därefter engagerad vid Fahlstrøms teater och deltog i nationalturnén hos Ludovica Levy 1908–1910 och i turnén Det nye teater 1910–1911. Åren 1911–1913 var han vid Trondheims Teater och senare vid Stavangers teater och Den Nationale Scene i Bergen. År 1918 gästspelade han på Centralteatret i Oslo som Axel i August Strindbergs Kamraterna. År 1921 gästade han Den Nationale Scene som Peer Gynt.
Vid sidan av teatern var han filmskådespelare. Han debuterade 1913 och medverkade i över 80 filmer 1913–1930. I Danmark var han uteslutande hos Nordisk Film och blev en av företagets stora hjälteprofiler. Han är särskilt ihågkommen för rollen som Dr. Krafft i Himmelsskeppet. I början av 1920-talet gjorde han karriär i Tyskland och fick där flera huvudroller. Han gjorde sin sista filmroll 1930 i Die Sünde der Lissy Krafft .
Efter en olycka försvagades Blütechers hörsel, vilket tvingade honom att avsluta skådespelarkarriären. De sista åren av sitt liv var han anställd vid postväsendet i Oslo.

## Filmografi (urval)
- 1917 – Synd skal sones
- 1918 – Himmelsskeppet